# アルバート・アブレイユ
- アルベルト・アブレウ

アルバート・エマニュエル・アブレイユ・ディアス（Albert Emmanuel Abreu Dias、スペイン語発音: [al.ˈβɛɾt a.ˈβɾeu̯], 英語発音: [ˈælbɚt əˈbru]；1995年9月26日 - ）は、ドミニカ共和国モンテ・クリスティ州グアユビン出身のプロ野球選手（投手）。右投右打。

## 経歴

### プロ入りとアストロズ傘下時代
2013年8月にアマチュア・フリーエージェントでヒューストン・アストロズと契約してプロ入り。
翌2014年に傘下のルーキー級ドミニカン・サマーリーグ・アストロズでプロデビュー。14試合に先発登板して3勝2敗、防御率2.78、54奪三振を記録した。
2015年はアパラチアンリーグのルーキー級グリーンビル・アストロズでプレーし、13試合（先発7試合）に登板して2勝3敗1セーブ、防御率2.51、51奪三振を記録した。
2016年はルーキー級ガルフ・コーストリーグ・アストロズ、A級クァッドシティーズ・リバーバンディッツ、A+級ランカスター・ジェットホークスでプレーし、3球団合計で24試合（先発16試合）に登板して3勝8敗4セーブ、防御率3.72、115奪三振を記録した。

### ヤンキース時代
2016年11月17日にブライアン・マッキャン及び金銭とのトレードで、ホルヘ・グーズマンと共にニューヨーク・ヤンキースへ移籍した。

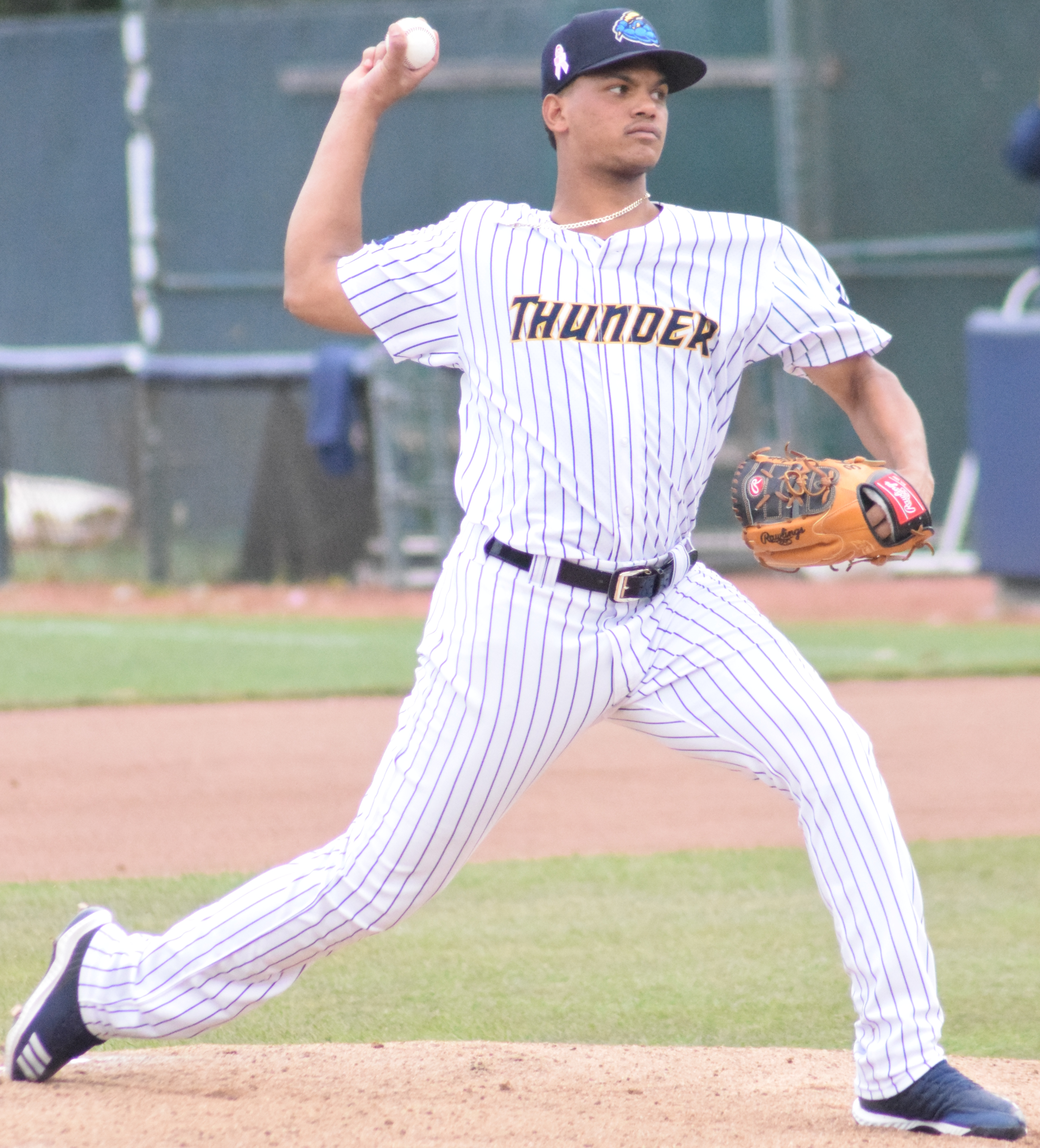
AA級トレントン・サンダー時代（2019年7月23日）

2017年は傘下のルーキー級ガルフ・コーストリーグ・ヤンキース、A級チャールストン・リバードッグス、A+級タンパ・ヤンキースでプレーし、3球団合計で14試合（先発13試合）に登板して2勝3敗、防御率3.38、61奪三振を記録した。オフにはアリゾナ・フォールリーグに参加し、スコッツデール・スコーピオンズに所属した。11月20日にルール・ファイブ・ドラフトでの流出を防ぐために40人枠入りした。
2018年にMLB.comが発表したプロスペクトランキングでは74位、ヤンキースの組織内では5位にランクインした。この年はルーキー級ガルフ・コーストリーグ・ヤンキース、A+級タンパ・ターポンズ、AA級トレントン・サンダーでプレーし、3球団合計で17試合に先発登板して4勝6敗、防御率5.20、74奪三振を記録した。
2019年はAA級トレントンでプレーし、23試合（先発20試合）に登板して5勝8敗、防御率4.28、91奪三振を記録した。
2020年8月8日にメジャー初昇格を果たし、同日のタンパベイ・レイズとのダブルヘッダー第1試合でメジャーデビュー。この年メジャーでは2試合に登板した。
2021年5月17日にジャンカルロ・スタントンの故障者リスト入りに伴い、メジャー昇格した。この年は28試合に登板して2勝0敗1セーブ、防御率5.15、35奪三振を記録した。

### レンジャーズ時代
2022年4月2日にホセ・トレビーノとのトレードで、ロバート・アールストロムと共にテキサス・レンジャーズへ移籍した。5月30日にDFAとなった。

### ロイヤルズ時代
2022年6月2日にヨハンセ・モレルとのトレードで、カンザスシティ・ロイヤルズへ移籍した。6月17日にDFAとなった。

### ヤンキース復帰
2022年6月21日にウェイバー公示を経てヤンキースへ移籍した。2023年11月17日にノンテンダーFAとなった。

### 西武時代
2023年12月7日、埼玉西武ライオンズへの入団が発表された。背番号は54。推定年俸は1億5000万円。2024年はシーズンを通して抑えを任され、52試合に登板。2勝5敗11ホールド28セーブを記録し、セーブ数は則本昂大に次ぐリーグ2位であった。

### レッズ傘下時代
2025年1月30日にシンシナティ・レッズとマイナー契約を結び、同年のスプリングトレーニングに招待選手として参加することになった。AAA級ルイビル・バッツの17試合に登板し、防御率5.79、18奪三振、1セーブを記録した。6月16日にリリースされた。

## 投球スタイル
| 球種           | 割合 | 平均球速 | 平均球速 | 最高球速 | 最高球速 |
| 球種           | %    | mph      | km/h     | mph      | km/h     |
| シンカー       | 52   | 93.7     | 150.1    | 97.4     | 156.7    |
| スライダー     | 28   | 85.7     | 137.9    | 87.7     | 141.1    |
| チェンジアップ | 14   | 86.1     | 138.5    | 88.3     | 142.1    |
| フォーシーム   | 6    | 94.5     | 152.0    | 96.8     | 155.7    |

かつては最速100.4mph（約161.6km/h）にも達する速球が武器だった。テイクバックの小さなフォームで投げており、打者はタイミングが取りにくいと言われる。シンカーは2021年から投げ始め、また2021年まではカーブも投げていた。

## 詳細情報

### 年度別投手成績
| 年 度    | 球 団    | 登 板 | 先 発 | 完 投 | 完 封 | 無 四 球 | 勝 利 | 敗 戦 | セ 丨 ブ | ホ 丨 ル ド | 勝 率 | 打 者 | 投 球 回 | 被 安 打 | 被 本 塁 打 | 与 四 球 | 敬 遠 | 与 死 球 | 奪 三 振 | 暴 投 | ボ 丨 ク | 失 点 | 自 責 点 | 防 御 率 | W H I P |
| -------- | -------- | ----- | ----- | ----- | ----- | -------- | ----- | ----- | -------- | ----------- | ----- | ----- | -------- | -------- | ----------- | -------- | ----- | -------- | -------- | ----- | -------- | ----- | -------- | -------- | ------- |
| 2020     | NYY      | 2     | 0     | 0     | 0     | 0        | 0     | 1     | 0        | 0           | .000  | 11    | 1.1      | 4        | 1           | 2        | 0     | 1        | 2        | 0     | 0        | 4     | 3        | 20.25    | 4.50    |
| 2021     | NYY      | 28    | 0     | 0     | 0     | 0        | 2     | 0     | 1        | 4           | 1.000 | 156   | 36.2     | 27       | 8           | 19       | 1     | 3        | 35       | 3     | 1        | 21    | 21       | 5.15     | 1.25    |
| 2022     | TEX      | 7     | 0     | 0     | 0     | 0        | 0     | 0     | 0        | 0           | ----  | 42    | 8.2      | 4        | 2           | 12       | 0     | 1        | 9        | 0     | 0        | 3     | 3        | 3.12     | 1.85    |
| 2022     | KC       | 4     | 0     | 0     | 0     | 0        | 0     | 0     | 0        | 0           | ----  | 22    | 4.1      | 6        | 1           | 4        | 0     | 1        | 3        | 1     | 0        | 2     | 2        | 4.15     | 2.31    |
| 2022     | NYY      | 22    | 0     | 0     | 0     | 0        | 2     | 2     | 0        | 1           | .500  | 108   | 25.2     | 25       | 2           | 6        | 0     | 1        | 26       | 5     | 0        | 10    | 9        | 3.16     | 1.21    |
| '22計    | NYY      | 33    | 0     | 0     | 0     | 0        | 2     | 2     | 0        | 1           | .500  | 172   | 38.2     | 35       | 5           | 22       | 0     | 3        | 38       | 6     | 0        | 15    | 14       | 3.26     | 1.47    |
| 2023     | NYY      | 45    | 0     | 0     | 0     | 0        | 2     | 2     | 0        | 3           | .500  | 268   | 59.0     | 52       | 9           | 35       | 0     | 6        | 61       | 5     | 0        | 39    | 31       | 4.73     | 1.47    |
| 2024     | 西武     | 52    | 0     | 0     | 0     | 0        | 2     | 5     | 28       | 11          | .286  | 202   | 49.0     | 38       | 1           | 20       | 3     | 3        | 33       | 0     | 0        | 17    | 13       | 2.39     | 1.18    |
| MLB：4年 | MLB：4年 | 108   | 0     | 0     | 0     | 0        | 6     | 5     | 1        | 8           | .545  | 607   | 135.2    | 118      | 23          | 78       | 1     | 13       | 136      | 14    | 1        | 79    | 69       | 4.58     | 1.44    |
| NPB：1年 | NPB：1年 | 52    | 0     | 0     | 0     | 0        | 2     | 5     | 28       | 11          | .286  | 202   | 49.0     | 38       | 1           | 20       | 3     | 3        | 33       | 0     | 0        | 17    | 13       | 2.39     | 1.18    |

- 2024年度シーズン終了時

### 年度別守備成績
| 年 度 | 球 団 | 投手（P） | 投手（P） | 投手（P） | 投手（P） | 投手（P） | 投手（P） |
| 年 度 | 球 団 | 試 合     | 刺 殺     | 補 殺     | 失 策     | 併 殺     | 守 備 率  |
| ----- | ----- | --------- | --------- | --------- | --------- | --------- | --------- |
| 2020  | NYY   | 2         | 0         | 0         | 0         | 0         | ----      |
| 2021  | NYY   | 28        | 6         | 3         | 0         | 0         | 1.000     |
| 2022  | TEX   | 7         | 0         | 0         | 0         | 0         | ----      |
| 2022  | KC    | 4         | 1         | 0         | 0         | 0         | 1.000     |
| 2022  | NYY   | 22        | 1         | 5         | 2         | 1         | .750      |
| '22計 | NYY   | 33        | 2         | 5         | 2         | 1         | .778      |
| 2023  | NYY   | 45        | 6         | 4         | 2         | 0         | .833      |
| 2024  | 西武  | 52        | 0         | 10        | 0         | 2         | 1.000     |
| MLB   | MLB   | 108       | 14        | 12        | 4         | 1         | .867      |
| NPB   | NPB   | 52        | 0         | 10        | 0         | 2         | 1.000     |

- 2024年度シーズン終了時

### 記録

#### NPB
初記録
- 初登板・初セーブ：2024年3月29日、対東北楽天ゴールデンイーグルス1回戦（楽天モバイルパーク宮城）、9回裏に3番手で救援登板・完了、1回無失点
- 初奪三振：2024年4月2日、対オリックス・バファローズ1回戦（ベルーナドーム）、9回表に福田周平から空振り三振
- 初ホールド：2024年3月31日、対東北楽天ゴールデンイーグルス3回戦（楽天モバイルパーク宮城）9回裏に5番手で救援登板、1回無失点
- 初勝利：2024年5月1日、対北海道日本ハムファイターズ5回戦（ベルーナドーム）、9回表に2番手で救援登板・完了、1回無失点

### 背番号
- 84（2020年 - 2021年、2022年6月23日 - 2023年）
- 36（2022年 - 同年5月29日）
- 69（2022年6月5日 - 同年6月16日）
- 54（2024年）